# パトリック・ライター
パトリック・ライター（Patrick Reiter、1972年8月17日 - ）は、オーストリアのフォアアールベルク州出身の柔道選手。階級は78kg級。身長178cm。

## 人物
1990年の世界ジュニア71kg級で3位になると、1991年のヨーロッパジュニアでも3位に入った。1992年の世界ジュニアでは優勝を飾った。その後階級を78kg級に上げると、1994年のヨーロッパ選手権で3位になった。1995年のヨーロッパ選手権では優勝すると、世界選手権では銅メダルを獲得した。1996年のヨーロッパ選手権では3位になるが、アトランタオリンピックでは初戦で敗れた。1997年のヨーロッパ選手権でも3位となると、世界選手権では前回に続いて銅メダルを獲得した。1998年の世界学生81kg級では優勝を飾った。1999年の世界選手権では7位だった。2000年のシドニーオリンピックでは初戦で敗れた。

## 主な戦績
- 1987年 - ヨーロッパユースオリンピックフェスティバル　53kg級　優勝

71kg級での戦績
- 1990年 - 世界ジュニア　3位
- 1991年 - ヨーロッパジュニア　3位
- 1992年 - 世界ジュニア　優勝

78kg級での戦績
- 1993年 - オーストリア国際　優勝
- 1994年 - ドイツ国際　3位
- 1994年 - ヨーロッパ選手権　3位
- 1994年 - 世界軍人選手権大会　2位
- 1995年 - フランス国際　2位
- 1995年 - ヨーロッパ選手権　優勝
- 1995年 - アメリカ国際　優勝
- 1995年 - 世界選手権　3位
- 1995年 - 韓国国際　優勝
- 1996年 - 正力国際　3位
- 1996年 - オーストリア国際　優勝
- 1996年 - ハンガリー国際　優勝
- 1996年 - ヨーロッパ選手権　3位
- 1997年 - オーストリア国際　優勝
- 1997年 - ハンガリー国際　優勝
- 1997年 - ヨーロッパ選手権　3位
- 1997年 - 世界選手権　3位
- 1997年 - 世界軍人選手権大会　優勝

81kg級での戦績
- 1998年 - 世界学生　優勝
- 1999年 - 嘉納杯　3位
- 1999年 - フランス国際　2位
- 1999年 - ミリタリーワールドゲームズ　3位
- 1999年 - 世界選手権　7位
- 2000年 - オーストリア国際　優勝
- 2000年 - 世界軍人選手権大会　優勝